# Antepipona tydides
Antepipona tydides är en stekelart som först beskrevs av Cameron 1904.  Antepipona tydides ingår i släktet Antepipona och familjen Eumenidae. Inga underarter finns listade i Catalogue of Life.